# Asia Rugby U19 Division 1 2014
El Asia Rugby U19 Division 1 del 2014 fue una edición del torneo de segunda categoría juvenil que organizó Asian Rugby Football Union, hoy Asia Rugby. El certamen se desarrolló entre cuatro competidores en régimen de eliminatoria directa en Manila, Filipinas.
La selección de Singapur obtuvo el campeonato al ganar el partido frente al equipo organizador y días más tarde la final a Tailandia.

## Equipos participantes
- Selección juvenil de rugby de Filipinas
- Selección juvenil de rugby de Malasia
- Selección juvenil de rugby de Singapur
- Selección juvenil de rugby de Tailandia

## Play off
|  | Semifinales | Semifinales |   |           | Final        | Final      |  |
|  | 5 de julio  | 5 de julio  |   |           | 8 de julio   | 8 de julio |  |
|  |             |             |   |           |              |            |  |
|  |             |             |   |           |              |            |  |
|  | Tailandia   | 21          |   |           |              |            |  |
|  | Malasia     | 10          |   |           |              |            |  |
|  |             |             |   |           |              |            |  |
|  |             |             |   |           |              |            |  |
|  |             |             |   |           | Singapur     | 22         |  |
|  |             | Tailandia   | 5 |           |              |            |  |
|  |             |             |   |           |              |            |  |
|  |             |             |   |           |              |            |  |
|  |             |             |   |           | Tercer lugar |            |  |
|  |             |             |   |           |              |            |  |
|  | Filipinas   | 7           |   | Filipinas | 17           |            |  |
|  | Singapur    | 28          |   |           | Malasia      | 28         |  |

## Resultados

### Semifinales[4]
| 10 de diciembre | Tailandia | 21 - 10 | Malasia |  |  |
|                 |           | Reporte |         |  |  |

| 10 de diciembre | Filipinas | 7 - 28 | Singapur |  |  |

### Tercer puesto
| 13 de diciembre | Filipinas | 17 - 28 | Malasia |  |  |
|                 |           | Reporte |         |  |  |

### Final
| 13 de diciembre | Singapur | 22 - 5 | Tailandia |  |  |

| Bandera de Singapur |
| Campeón Singapur    |
|                     |